# St. Martin (Basse-Autriche)
Pour les articles homonymes, voir St. Martin.
St. Martin est une commune autrichienne du district de Gmünd en Basse-Autriche.